# Palma Guillén y Sánchez
Palma Guillén y Sánchez (* 26. März 1893 in Mexiko-Stadt; † 28. April 1975) war die erste mexikanische Botschafterin.

## Leben
Palma Guillén y Sánchez studierte an der Escuela Normal de Maestros und wurde zur Doktora der filosofía y letras promoviert. Palma Guillén y Sánchez wurde am 1. Februar 1935 von Lázaro Cárdenas zur Enviado Extraordinario y Ministro Plenipotenciario ernannt.
Sie lehrte als Professorin an der Universidad Nacional Autónoma de México. 1939 bis 1941 hatte der Lehrkörper der UNAM 24 Professuren, von denen die von Ana Maas de Serrano und Palma Guillén y Sánchez mit Frauen besetzt waren.
Für die Secretaría de Relaciones Exteriores war Palma Guillén y Sánchez von 1938 bis 1942 Asesor Técnico beim Völkerbund. 1952 war sie Kulturattaché in Rom. In der Secretaría de Educación Pública leitete sie das Departamento de Enseñanza Secundaria (Abteilung für gymnasiale Bildung). Sie war mit der Inspektion der Grundschulen befasst und wurde auf internationale Bildungkonferenzen gesandt.
Palma Guillén y Sánchez und Gabriela Mistral freundeten sich an, als beide von 1922 bis 1924 für José Vasconcelos in Mexiko arbeiteten. Die beiden reisten von 1926 bis 1940 in Europa und erzogen Gabriela Mistrals Neffen Juan Miguel Godoy aka Yin Yin, den Gabriela Mistral 1926, als sie in Marseille lebte, nach dem Tod von dessen Mutter von ihrem Halbbruder adoptiert hatte. Gabriela Mistral war von 1927 bis 1935 im auswärtigen Dienst von Chile in Frankreich, Italien, Spanien, Portugal und Guatemala. Als Gabriela Mistral von 1930 bis 1931 und von 1937 bis 1938 auf Vorlesungsreise war, blieb Juan Miguel Godoy bei Palma Guillén. Als Juan Miguel Godoy 1943 Selbstmord beging, reiste Palma Guillén zu Gabriela Mistral nach Petrópolis und stand ihr bei.
Palma Guillén wurde Sekretärin von Gabriela Mistral und heiratete 1946 Luis Nicolau d’Olwer.

## Veröffentlichungen
- La mujer en la historia de México, Palma Guillen de Nicolau D’Olwer,
- Tala, Gabriela Mistral, Palma Guillén de Nicolau d’Olwer, Porrúa, 251 S., 1979
- Lecturas para mujeres. Gabriela Mistral (1922–1924), herausgegeben von Palma Guillén de Nicolau

| Vorgänger         | Amt                                                                      | Nachfolger                             |
| ----------------- | ------------------------------------------------------------------------ | -------------------------------------- |
| Óscar E. Duplán   | Mexikanischer Botschafter in Bogotá 26. April 1935–1. September 1936     | José Domingo Ramírez Garrido           |
| Gonzalo N. Santos | Mexikanischer Botschafter in Stockholm 17. Oktober 1936–6. Dezember 1937 | Carlos Esteban Peón del Valle y Varona |